# Hanjuku Joshi
Hanjuku Joshi (яп. 半熟女子) — японская юри-манга, нарисованная мангакой Акико Морисима, выпускающаяся компанией Ichijinsha в ежемесячном журнале Comic Yuri Hime. Издана в двух томах.

## Сюжет
Перейдя в женскую старшую школу Момояма, недовольная своей женственностью, Яэ Сакура встречается с Читосэ Хаями, являющейся её полной противоположностью. Проведя некоторое время вместе девушки начали питать друг к другу романтические и интимные чувства. Также кроме них в таких же отношениях состоят ученица выпускного класса Мари Ханасима и Ран Эдогава, являющейся сэнсэем старшей школы Момояма.

## Персонажи
- Яэ Сакура (яп. さくら八重 Sakura Yae) — главная героиня истории. Первый год обучения. Добрая и милая девушка. Вначале истории она комплексовала из-за своей женственности, но после знакомства с Читосэ перестала себя стыдиться. Состоит в клубе по шитью и клубе по кулинарии. Слаба в спорте. На протяжении истории влюбляется в Читосэ и начала с ней встречаться.
- Читосэ Хаями (яп. 速水千歳 Hayami Chitose) — главная героиня и одноклассница Яэ. Первый год обучения. Читосэ уверенная в себе девушка с мальчишеским характером и огромной силой духа. Имеет большой успех в спорте. Живёт с пятью сёстрами, одна из которых, Тиэ, является мангакой и отаку жанров юри и яой. Влюблена в Яэ, после чего начала с ней встречаться.
- Мари Ханасима (яп. 花島マリ Hanashima Mari) — ученица выпускного класса и самая популярная девушка в школе. Член клуба английского языка. Влюблена в Ран с которой она встречается.
- Ран Эдогава (яп. 江戸川蘭 Edogawa Ran) — учительница и президент клуба английского языка. Расставшись со своей первой любовью долгое время была в подавленном состоянии. После встречи с Мари влюбилась в неё и начала с ней встречаться.